# Ат-Башинская ГЭС
Ат-Башинская ГЭС (Атбашинская ГЭС) — гидроэлектростанция на реке Ат-Баши, вблизи с. Достук в Нарынском районе Нарынской области Кыргызстана. Отличается нестандартной конструкцией плотины с противофильтрационным элементом в виде диафрагмы из полиэтиленовой плёнки. Эксплуатируется ОАО «Электрические станции».

## Общие сведения
Ат-Башинская ГЭС является высоконапорной плотинной гидроэлектростанцией с деривационным зданием ГЭС. Расположена в узком горном ущелье на высоте 1800—1900 м. Установленная мощность электростанции — 45,7 МВт, проектная среднегодовая выработка электроэнергии — 165 млн кВт·ч. Сооружения гидроузла включают в себя:
- грунтовую насыпную (из местных гравийно-галечниковых грунтов и камня) плотину с противофильтрационным элементом в виде диафрагмы из полиэтиленовой плёнки, заделанной в инъекционное ядро. Длина плотины 55 м, высота 79 м;
- эксплуатационный тоннельный водосброс с водоприёмником башенного типа, оборудованным глубинным и поверхностным водозабором. Пропускная способность водосброса — 300 м³/с;
- тоннельный водосброс строительного периода;
- водоприёмник ГЭС;
- напорный подводящий тоннель;
- здание ГЭС;
- отводящий канал длиной 95 м.

В здании ГЭС установлены четыре вертикальных гидроагрегата производства фирмы General Electric, с радиально-осевыми турбинами, работающими при расчётном напоре 67,5 м. Турбины приводят в действие гидрогенераторы, электроэнергия с которых на напряжении 10,5 кВ подается на два трёхфазных силовых трансформатора, а с них через открытое распределительное устройство (ОРУ) 110 кВ — в энергосистему по двум линиям электропередачи.
Напорные сооружения ГЭС образуют небольшое водохранилище площадью 1 км², его проектная полная ёмкость составляет 9,6 млн м³. За время эксплуатации в водохранилище отложились наносы, в результате его полная ёмкость составляет 7,25 млн м³, полезная ёмкость — 2,6 млн м³, что позволяет вести недельное регулирование стока. Отметка нормального подпорного уровня водохранилища составляет 1904 м. Помимо выработки электроэнергии, водохранилище используется как источник воды для орошения.

## История
Ат-Башинская ГЭС была спроектирована Среднеазиатским отделением института «Гидропроект». Строительство гидроэлектростанции было начато в 1963 году управлением строительства «Нарынгидроэнергострой». Река Ат-Баши была перекрыта в ноябре 1965 года. Все гидроагрегаты станции были введены в эксплуатацию в декабре 1970 года, изначально были установлены турбины РО-697-ВМ-14, генераторы ВГС-325/89-14 и трансформаторы ТРДН-25000/110. Станция является единственным источником электроэнергии в Нарынской области, обеспечивая около 25 % потребностей региона. В 2017 году с фирмой General Electric был заключён договор на поставку оборудования для модернизации станции, предусматривающий замену гидроагрегатов, силовых трансформаторов, гидромеханического и вспомогательного оборудования, а также внедрение современной АСУ ТП. Работы планировалось завершить в 2022 году. Большая часть проекта финансируется за счёт гранта Швейцарии. По состоянию на начало 2020 года, заменён один из трансформаторов, начат монтаж гидроагрегата № 3. Модернизация была завершена в начале 2023 года, мощность станции возросла с 40 МВт до 45,7 МВт.